# San Marcos (Coahuila)
San Marcos es una localidad del estado mexicano de Coahuila. Es parte del municipio de San Pedro.

## Toponimia
El nombre de la localidad hace referencia al santo patrono de la localidad: Marcos el Evangelista.

## Demografía
| Gráfica de evolución demográfica |
|                                  |

| Censo | Población |
| ----- | --------- |
| 1900  | 197       |
| 1910  | 265       |
| 1921  | 653       |
| 1930  | 319       |
| 1940  | 762       |
| 1950  | 756       |
| 1960  | 905       |
| 1970  | 811       |
| 1980  | 1 088     |
| 1990  | 1 314     |
| 2000  | 1 026     |
| 2010  | 1 151     |
| 2020  | 1 131     |